# Keith Curle
Keith Curle (Bristol, 1963. november 14. –) angol válogatott labdarúgó, hátvéd és edző.

## Pályafutása

### Klubcsapatban
Bristolban született. Pályafutását szülővárosában a Bristol Roversnél kezdte 1981-ben. Két év alatt 32 mérkőzésen szerepelt és 4 gólt szerzett. Az 1983–84-es idényben a Torquay United játékosa volt. 1984-ben visszatért Bristolba, de ezúttal a városi rivális Bristol Cityhez szerződött, melynek színeiben három évig játszott. Az 1987–88-as szezonban a Readingben futballozott. 1988-tól 1991-ig a Wimbledont erősítette, majd azt követően 1991-ben leigazolta a Manchester City, melynek 1996-ig volt a labdarúgója. 1996 és 2000 között a Wolverhampton Wanderers csapatában játszott. 2000-től 2002-ig a Sheffield Unitedet erősítette. 2002-ben néhány mérkőzésen pályára lépett a Barnsley csapatában is. 2002 és 2005 között a Mansfield Town játékosedzője volt.

### A válogatottban
1992-ben 3 alkalommal szerepelt az angol válogatottban. Tagja volt az 1992-es Európa-bajnokságon szereplő válogatott keretének.

### Edzőként
2002 és 2004 között a Mansfield Town játékosedzője volt. 2005 és 2006 között a Chester City csapatát edzette. 2007-ben a Torquay United együttesénél dolgozott.
Pár év kihagyást követően 2012 és 2013 között a Notts County vezetőedzőjeként tért vissza. 2014-től 2018-ig a Carlisle United szakmai munkájáért felelt.
2018 és 2021 között a Northampton Town edzője volt. 2021-ben rövid ideig az Oldham Athletic kispadján ült. 2022-ben kinevezték a Hartlepool United vezetőedzőjének, de egy év után távozott.

## Sikerei, díjai
Bristol City
- Football League Trophy (1): 1985–86